# The Vixen
The Vixen é um filme de drama mudo norte-americano de 1916, dirigido por J. Gordon Edwards e estrelado por Theda Bara.
The Vixen foi lançado no Brasil com o título A Raposa em 31 de Março de 1917.

## Elenco
- Theda Bara como Elsie Drummond
- Herbert Heyes como Knowles Murray
- Mary G. Martin como Helen Drummond
- A. H. Van Buren como Martin Stevens

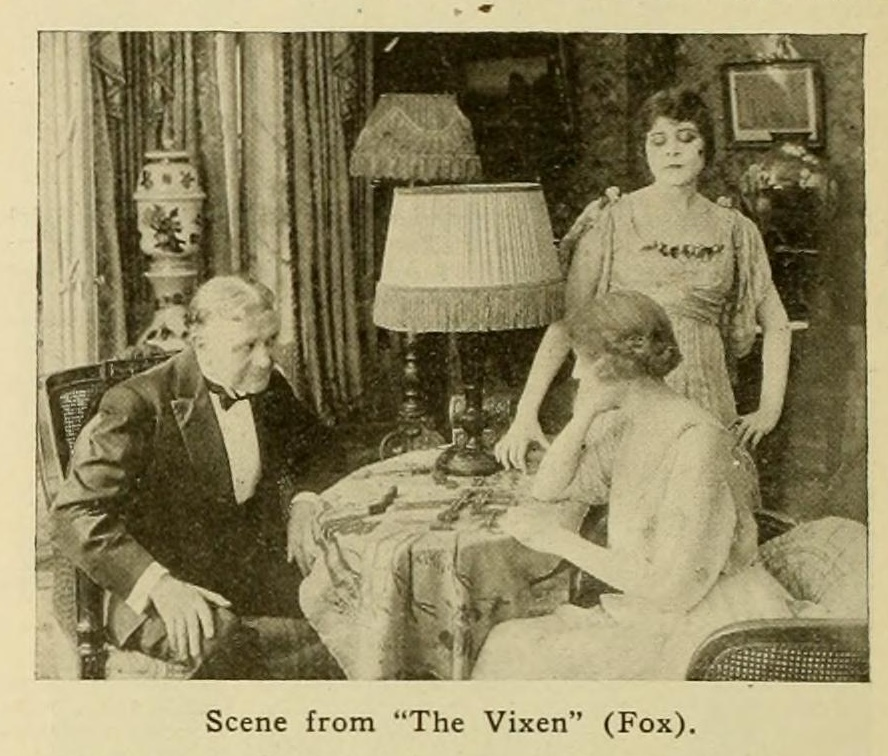
Theda Bara em The Vixen.

- George Clarke como Adm. Drummond
- Carl Gerard como Cortejador
- George Odell como Butler

## Status de preservação
O filme atualmente é considerado perdido.

## No Brasil

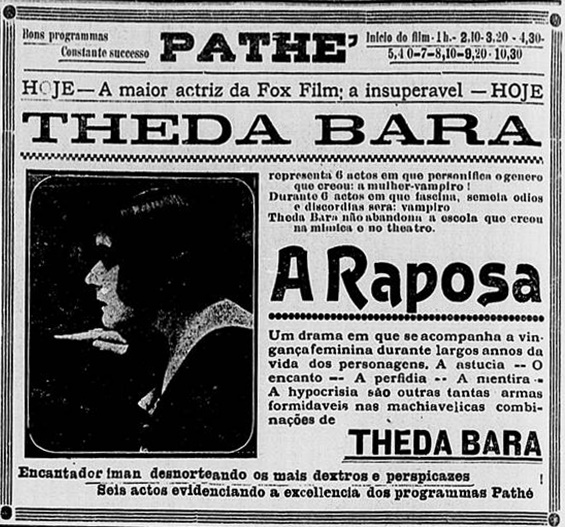
O filme A Raposa (The Vixen) na revista Correio da Manhã (RJ) no Brasil.

O filme foi lançado no Brasil com o título A Raposa em 31 de maio de 1917 no Cine Ideal, situado na Rua da Carioca 60-62, Rio de Janeiro. Também esteve nos Cines Capitolio, Império e Pathé por dois meses. O Cine Pathé era um cinema localizado na praça Floriano, também chamada de Cinelândia. O Cine Ideal pertenceu ao grupo Severiano Ribeiro, que ainda guarda no seu armazém antigos filmes mudos.